# NGC 2128
NGC 2128 é uma galáxia elíptica (E-S0) localizada na direcção da constelação de Camelopardalis. Possui uma declinação de +57° 37' 39" e uma ascensão recta de 6 horas, 04 minutos e 34,0 segundos.
A galáxia NGC 2128 foi descoberta em 27 de Dezembro de 1886 por Edward D. Swift.